# Flagge Haitis
Die Flagge Haitis wurde am 25. Februar 1986 angenommen.

## Beschreibung

3:5 Bürgerliche Flagge

Die Nationalflagge besteht aus zwei gleich großen, horizontalen Streifen: oben blau und unten rot. In der Mitte der Dienst- und Kriegsflagge ist das Wappen Haitis abgebildet. Auf der bürgerlichen Flagge Haitis fehlt das Wappen.
Die Flagge Liechtensteins zeigt dieselbe Farbanordnung. Ihr wurde erst 1937 der Fürstenhut hinzugefügt, um sie von der Flagge Haitis unterscheiden zu können, als das Liechtensteiner Team, namentlich der Sportfunktionär Eduard Alexandrowitsch von Falz-Fein, bei den Olympischen Sommerspielen 1936 das identische Aussehen der Flagge Haitis bemerkte.

## Geschichte
Die rot-blaue Flagge entstand im Unabhängigkeitskampf gegen Frankreich aus der französischen Trikolore, indem der weiße Streifen entfernt wurde und die roten und blauen Streifen horizontal angeordnet wurden.
Von 1964 bis 1986, während der Diktatur von François (Papa Doc) und Jean-Claude Duvalier (Baby Doc), wurde eine Flagge mit vertikaler Anordnung der Streifen verwendet, wobei blau durch schwarz ersetzt wurde.

Flagge von 1791
Flagge von 1803
Flagge von 1805
Flagge von 1806

Flagge des Königreichs Haiti, 1811 bis 1820
Flagge des Kaiserreich Haiti 1849 bis 1859
Flagge von 1807 bis 1964
1:2   Flagge von Haiti 1964 bis 1986
1:2   Zivilflagge Haitis 1964 bis 1986